# Quận Brown, Texas
Quận Brown (tiếng Anh: Brown County) là một quận trong tiểu bang Texas, Hoa Kỳ. Quận lỵ đóng ở thành phố.